# El liguero mágico
El liguero mágico es una película española, estrenada el 19 de diciembre de 1980, dirigida por Mariano Ozores y protagonizada por Andrés Pajares, Adriana Vega, Antonio Ozores y Maria Luisa Ponte, entre otros.
Como integrante del género del "destape", a lo largo de la película, y sin motivo aparente, se sucederán diferentes desnudos integrales de algunas de las protagonistas, destacando el protagonizado por Adriana Vega.

## Argumento
En la España de 1875, Don Marcelo (Antonio Ozores) es un rico hacendado que lega a su sobrina Alicia (Adriana Vega) una lujosa, aunque tétrica mansión. La llegada de Alicia a la mansión estará llena de problemas, pues deberá hacer frente a unos criados misteriosos y hostiles, dispuestos a hacerse con la herencia. 

## Reparto
| Intérprete        | Personaje                |
| ----------------- | ------------------------ |
| Andrés Pajares    | Armando Bollos           |
| Adriana Vega      | Alicia Cazorla           |
| Antonio Ozores    | Marcelo Cazorla          |
| María Luisa Ponte | Úrsula                   |
| Blaki             | Ruperto                  |
| Adriana Ozores    | Pía                      |
| Alexia Loreto     | Cándida                  |
| María Isbert      | Bernarda                 |
| Luis Lorenzo      | Narciso                  |
| Fernando Bilbao   | Goliath                  |
| José Carabias     | Cástulo                  |
| Silvia Miró       | Señora de Moira          |
| Juan Taberner     | Campesino                |
| Adrián Ortega     | Don Agapito Cintruénigos |
| Juana Jiménez     | Paleta                   |
| José Riesgo       | Cochero                  |
| Rafael Albaicín   | Cateto                   |

## ¿Donde se rodó?
Estudios Arganda, Madrid
- Datos: Q5825572